# نادي أكاديمية تولياتي لكرة القدم
نادي أكاديمية تولياتي هو نادي كرة قدم روسي أٌسس عام 1991. يلعب النادي في دوري كرة القدم الروسي للمحترفين ‏.